# 北緯74度線
北緯74度線（ほくい74どせん）は、地球の赤道面より北に74度の角度を成す緯線。北極内部にあり、大西洋、北極海、ヨーロッパ、アジア、北アメリカを通過する。
この緯度の下では、5月2日頃から8月12日頃までの約3ヶ月半の間は白夜になり、11月9日頃から2月3日頃までの約3ヶ月間は極夜になる。

## 通過する地域一覧
北緯74度線は、本初子午線から東に向かって以下の場所を通っている。
| 地理座標                                               | 国土・領土・領海         | 備考                                     |
| ------------------------------------------------------ | ------------------------ | ---------------------------------------- |
| 北緯74度0分 東経0度0分 / 北緯74.000度 東経0.000度      | 大西洋                   | グリーンランド海 ノルウェー海            |
| 北緯74度0分 東経19度48分 / 北緯74.000度 東経19.800度   | バレンツ海               |                                          |
| 北緯74度0分 東経54度35分 / 北緯74.000度 東経54.583度   | ロシア                   | ノヴァヤゼムリャ - セヴェルヌィ島        |
| 北緯74度0分 東経58度17分 / 北緯74.000度 東経58.283度   | カラ海                   |                                          |
| 北緯74度0分 東経83度52分 / 北緯74.000度 東経83.867度   | ロシア                   | Rastorguyev島                            |
| 北緯74度0分 東経84度18分 / 北緯74.000度 東経84.300度   | カラ海                   | ピアシノ湾                               |
| 北緯74度0分 東経86度49分 / 北緯74.000度 東経86.817度   | ロシア                   | タイミル半島、タイミル湖を貫通する。     |
| 北緯74度0分 東経111度31分 / 北緯74.000度 東経111.517度 | ラプテフ海               | ボリショイ・ベギチェフ島                 |
| 北緯74度0分 東経135度55分 / 北緯74.000度 東経135.917度 | ロシア                   | ノヴォシビルスク諸島 - ストロボフォイ島  |
| 北緯74度0分 東経136度13分 / 北緯74.000度 東経136.217度 | ラプテフ海               |                                          |
| 北緯74度0分 東経140度19分 / 北緯74.000度 東経140.317度 | ロシア                   | ノヴォシビルスク諸島 - Maly Lyakhovsky島 |
| 北緯74度0分 東経141度2分 / 北緯74.000度 東経141.033度  | 東シベリア海             |                                          |
| 北緯74度0分 東経169度43分 / 北緯74.000度 東経169.717度 | 北極海                   |                                          |
| 北緯74度0分 西経138度42分 / 北緯74.000度 西経138.700度 | ボーフォート海           |                                          |
| 北緯74度0分 西経124度18分 / 北緯74.000度 西経124.300度 | カナダ                   | ノースウエスト準州 - バンクス島          |
| 北緯74度0分 西経116度36分 / 北緯74.000度 西経116.600度 | バイカウントメルビル海峡 |                                          |
| 北緯74度0分 西経98度55分 / 北緯74.000度 西経98.917度   | カナダ                   | ヌナブト準州 - ラッセル島                |
| 北緯74度0分 西経97度44分 / 北緯74.000度 西経97.733度   | パリー海峡               |                                          |
| 北緯74度0分 西経95度11分 / 北緯74.000度 西経95.183度   | カナダ                   | ヌナブト準州 - サマーセット島            |
| 北緯74度0分 西経91度1分 / 北緯74.000度 西経91.017度    | パリー海峡               |                                          |
| 北緯74度0分 西経90度3分 / 北緯74.000度 西経90.050度    | カナダ                   | ヌナブト準州 - レオポルド港              |
| 北緯74度0分 西経89度57分 / 北緯74.000度 西経89.950度   | ランカスター海峡         |                                          |
| 北緯74度0分 西経79度0分 / 北緯74.000度 西経79.000度    | バフィン湾               |                                          |
| 北緯74度0分 西経56度4分 / 北緯74.000度 西経56.067度    | グリーンランド           |                                          |
| 北緯74度0分 西経21度6分 / 北緯74.000度 西経21.100度    | 大西洋                   | グリーンランド海                         |